# Басс (скала)
Басс (Басс-Рок, англ. Bass Rock) — остров-скала вулканического происхождения в Шотландии. Лежит в заливе Ферт-оф-Форт в полутора километрах от берега, восточнее гавани города Норт-Берик. Входит в состав области Восточный Лотиан.
Согласно ЭСБЕ: «Единственное население Б. составляют морские птицы, которых здесь несметное число. По направлению от ЮВ к СЗ тянется замечательная пещера. Когда-то здесь находилась крепость, теперь разрушенная, куда шотландские короли заключали государственных преступников».